# 유대은
유대은(1985년 4월 18일 ~ )은 과거 대한민국 MBC에서 희극 배우로 활동했던 사람이다. 부친의 혈액암 판정으로 인하여 현재는 개그를 그만둔 상태다.

## 학력
- 전주비전대학교(휴학)

## 출연작

### 방송
- 웃고 또 웃고 (MBC)
- 개그야 (MBC)
- 인간극장 〈난 그대의 연예인〉편 (KBS 1TV)